# Schülerforschungszentrum Nordhessen

Logo des Physikclubs

Im 2002 gegründeten PhysikClub, mittlerweile Schülerforschungszentrum Nordhessen der Uni Kassel an der Albert-Schweitzer-Schule, einer Einrichtung der Kinder- und Jugendakademie der Volkshochschule in Kassel, forschen Jugendliche von Klasse fünf bis zum Abitur an Problemen der Wissenschaft. Schwerpunktmäßig beschäftigen sich die Schüler mit den Fachgebieten Physik, Astrophysik, Geophysik, Chemie, Biologie und Technik. Anfang 2016 arbeiteten 300 Schüler aus 20 nordhessischen Schulen an fast 50 Projekten (69 davon in Jahrgangsstufe fünf bis sieben und 104 von den Jahrgangsstufen acht bis Klasse dreizehn). 25 Betreuer, hauptsächlich Studenten, aber auch Referendare, Lehrer und Physiker, unterstützten die Teams bei ihrer Arbeit. Initiator und ehemaliger Leiter des Physikclubs war Klaus-Peter Haupt.

## Schülerforschungszentrum Nordhessen (SFN)
Am 5. Dezember 2007 ist das Pilotprojekt „Schülerforschungszentrum“ gestartet worden. In ihm führen nach dem Modell des Clubs Schüler aus Nordhessen eigenständige Forschungsprojekte in vielen Naturwissenschaften, Mathematik und Technik sowie Informatik durch. Ursprünglich sollte der Neubau durch die Universität Kassel auf dem Gelände der Albert-Schweitzer-Schule im Sommer 2009 begonnen werden. Die Grundsteinlegung fand jedoch erst im Mai 2011 statt. Der Bau, der bereits für innovative Architektur ausgezeichnet wurde, wurde im Juni 2012 eröffnet.
Bauherr des ca. 3,2 Mio. Euro teuren Baus ist die Universität Kassel, die den Bau insbesondere aus Mitteln des Hochschulinvestitionsprogramms Heureka des Landes Hessen finanziert. Das Gebäude steht allen nordhessischen Schülern für eigene Forschungstätigkeiten im gesamten MINT-Spektrum offen. Unterstützt werden sollen sie durch zwei zusätzliche Lehrerstellen und begleitende universitäre Forschung. Der Neubau ist ein freistehendes Gebäude mit ca. 1400 m² Fläche, darunter unter anderem ein großer, teilbarer Multifunktionsraum, Technikraum samt 3D-Druckern und Vakuumkammer, Werkstatt mit Lötstation, Drehbank und zwei Fräsmaschinen, voll ausgestattetes Chemielabor, Biologiearbeitsraum, Elektronenmikroskop, Dunkelkammer, Schalllabor und die Sternwarte mit abfahrbarem Dach und drei Teleskopen. Außerdem finden noch eine Küche und ein Ruheraum im Obergeschoss Platz, wo sich auch ein Dachterrasse befindet. Das Gebäude verfügt über einen Aufzug und ist komplett barrierefrei. Die Infrastruktur der Albert-Schweitzer-Schule (Mensa, weitere Klassenräume) wird mit einbezogen.
Die Schüler arbeiten entweder in Gruppen oder auch allein. Sie unterstützen sich meist gegenseitig und werden von Lehrern, Referendaren, Studenten und Wissenschaftlern fachlich beraten. Die Forschungsprojekte dauern mindestens ein Jahr und werden meist jährlich durch eine Präsentation, beispielsweise MINT-Kongress, Jugend forscht, der Öffentlichkeit vorgestellt. Aspekte der Lehrerausbildung werden im Schülerforschungszentrum thematisiert und praxisorientiert vermittelt. Die Arbeit im Schülerforschungszentrum ist in vielerlei Hinsicht didaktisches und methodisches Neuland. Begleitende Forschungsvorhaben untersuchen u. a. eine Möglichkeit, auch den schulischen Regelunterricht zu verändern.
Der Physikclub ist für alle Schüler der Jahrgangsstufen fünf bis 13 (bei dem auslaufenden System G8: bis Jahrgang 12) offen; es wird keine Auswahl nach Leistung oder Projekterfolg getroffen.
Aus dem SFN heraus wurde im August 2021, im Zuge des Rücktritts Klaus-Peter Haupts als Leiter, das Projekt Schülerforschungsnetzwerk Deutschland neu gegründet. Hierfür wurden eigene Räume im November 2021 in einem ehemaligen Ladengeschäft in der Kasseler Innenstadt bezogen. Geschäftsführer war Klaus-Peter Haupt, Hauptsponsor des Projektes ist der Unternehmer und frühere Schüler von Haupt Lukasz Gadowski.

## Auszeichnungen (Auswahl)
Auszeichnungen des Physikclubs und der Albert-Schweitzer-Schule:
- 2005: Schulpreis des Hessischen Kultusministeriums an die Albert-Schweitzer-Schule in Kassel.[5]
- 2007: Erster Preis beim von Procter & Gamble vergebenen MINT Award für den Physikclub der Albert-Schweitzer-Schule in Kassel.[6]
- 2007: Zweiter Preis beim NAT-Working-Preis der Robert Bosch Stiftung an den Physikclub Kassel.[7]
- Sonderpreis für besondere Förderung von technischen Projekten an einer Schule, Landeswettbewerb Hessen 2007
- Sonderpreise (Schulpreis Hessen-Nord des Sponsorpools Hessen) bei „Jugend forscht“ für hohe Zahl teilnehmender Arbeiten 2005 (3 teilnehmende Arbeiten), 2006 (6 Arbeiten), 2007 (7 Arbeiten) und 2008 (9 Arbeiten)

Auszeichnungen von Schülern aus dem Club:
- 2006: Soemmerring-Preis für astronomische Arbeiten – Förderpreis des Physikalischen Vereins an Constantin Bär und Moritz Mihm, Schüler aus dem Physikclub.[8]
- Zahlreiche Erfolge bei Jugend forscht: So erzielten Christoph Muster, Jens Pfeifer und Jonas Schmöle 2006, Lucas Rott und Karen Wintersperger 2009 sowie Till Hülsmann, Joshua Kühner und Jonatan Molinski 2011 Bundessiege im Fachgebiet Physik[9]. Darüber hinaus gab es bisher 10 Landessiege (Physik (6), Technik (3) und Geo- und Raumwissenschaften (1)), zahlreiche zweite Plätze in Physik, Technik, Geo- und Raumwissenschaften und Chemie auf dem Landeswettbewerb, ebenso viele Sonderpreise auf Regional-, Landes- und Bundesebene.
- Jugend forscht 2014: Bundessieg des Hexapod im Bereich Technik und Einladung zum 26th European Union Contest for Young Scientists (EUCYS) der Europäischen Kommission und Europa-Preis der deutschen Forschungsgemeinschaft[10]
- Jugend forscht 2024: Bundessieg des Optimus Klimas Projekt im Bereich Beste Interdisziplinäre Arbeit an Lilly Schwarz[11]

## Workshops

Workshop Navigation auf der Regina Maris

Jährlich veranstaltet der Physikclub zusammen mit dem Astronomischen Arbeitskreis Kassel einen Workshop, bei dem sich Jugendliche und Erwachsene eigenständig in ein aktuelles Gebiet der Naturwissenschaften einarbeiten. Die Themen waren: Astronomie auf einer Berghütte (2002), Evolutionäre Systeme (2004), Was ist Zeit? (2005), Die Welt der Quanten (2006), Navigation (2007), Geo- und Astrophysik (2008) und Kosmische Klänge (2010). Der letzte Workshop fand im Oktober 2016 in Südfrankreich statt.

## Förderverein
Seit September 2008 ist der gemeinnützige „Förderverein Schülerforschungszentrum Nordhessen der Universität Kassel“ eingetragener Verein. Die in der Satzung des Vereins festgeschriebene Aufgabe ist die finanzielle und personelle Unterstützung des Physikclubs/Schülerforschungszentrums. Die Arbeit im Physikclub wird darüber hinaus von Sponsoren unterstützt. Die Ziele des Fördervereins des SFN sind es, den Schülerinnen und Schülern eine freie und hochwertige Arbeitsumgebung zu schaffen.